# Ruhi Sarıalp
Ruhi Sarıalp (Manisa, 15 december 1924 – İzmir, 3 maart 2001) was een Turkse atleet, die vooral actief was op het onderdeel hink-stap-springen. Sarıalp, destijds een atleet van sportclub Fenerbahçe, behaalde een bronzen medaille tijdens de Olympische Zomerspelen van 1948. Tot 1948 had geen enkel Turkse atleet een medaille weten te behalen tijdens de Olympische Spelen bij het onderdeel atletiek.
Ruhi Sarıalp begon met atletiek tijdens zijn periode in de militaire hogeschool te Konya. In 1945 brak hij het Turkse record hink-stap-springen. Na zijn bronzen medaille tijdens de OS in 1948, waar hij 15,02 meter sprong, behaalde hij in 1950 tijdens de Europese Atletiekkampioenschappen te Brussel eveneens een bronzen medaille. Verder werd Sarıalp kampioen in zowel 1951 als in 1952 tijdens de Militaire Wereldkampioenschappen. In 1951 verbrak hij zelfs het wereldrecord.
Na het beëindigen van zijn actieve loopbaan, ging hij aan de slag op de Technische Universiteit van Istanbul (ITÜ). Hier gaf Sarıalp colleges over lichamelijke opvoeding. Een van de sporthallen van deze universiteit is tegenwoordig vernoemd naar de atleet. Sarıalp bleef ook nog lang actief bij Fenerbahçe.
Sarıalp overleed op 3 maart 2001, op 76-jarige leeftijd.

## Persoonlijk record
| onderdeel          | prestatie | jaar |
| ------------------ | --------- | ---- |
| hink-stap-springen | 15,07 m   | 1948 |

## Palmares

### hink-stap-springen
- 1948:  OS - 15,025 m

### 4 × 100 m estafette
- 1948: DSQ OS

- International Standard Name Identifier: 0000 0000 5386 5666
- Library of Congress Control Number: no2003104910
- Virtual International Authority File: 48926097
- WorldCat: E39PBJkdfT6YRrRQT4kP9pHXBP